# ショック
ショック（英語：Shock）または循環性ショック（じゅんかんせいショック、英語：circulatory shock）とは、主に血圧が下がり、瀕死の状態になる急性の症候群のこと。放置すれば死亡する可能性が高い。医学用語としての「ショック」は、単にびっくりした状態、急に衝撃を受けた状態、という意味ではない。より正確には、身体の組織循環が細胞の代謝要求を満たさない程度にまで低下することによる重要臓器の機能障害と細胞死によって引き起こされる、重度かつ生命の危機を伴う病態のこと。ただし、明らかな血圧低下を認めない事もある。
重要臓器の血流（特に微小循環）が障害されて起こる急性の疾患群のことを指す。細胞障害を生じるため、末梢血管の虚脱、静脈還流量の減少、心拍出量の低下、組織循環能力の低下等の循環機能障害を呈する。

## 症状
古典的には5P'sといわれる症状が有名である。これは顔面蒼白 (pallor)、虚脱 (prostration)、冷汗 (perspiration)、脈拍触知せず (pulseless)、呼吸不全 (pulmonary insufficiency)が生じるとされている。血圧低下や頻脈、徐脈も良く見るが、頭蓋内出血によるものであれば血圧・脈拍は正常の範囲であることが多い。血圧の低下ではなく循環動態のパラメーターを重視する考え方もある。ショックが重篤であったり、遷延すると意識障害、代謝性アシドーシス、高乳酸血症、尿量減少を伴う。

## 原因
ショックの原因と分類
心原性ショック(cardiogenic shock)
心筋性（心筋梗塞，心筋症）
機械性（弁膜症，心筋症）
不整脈性
循環血液量減少性ショック (hypovolemic shock)

出血性ショック
脱水
血液分布異常性ショック (distributive shock)
感染性ショック(septic shock)
アナフィラキシーショック
閉塞性ショック (obstructive shock)
心タンポナーデ
緊張性気胸
肺塞栓症

### 出血・血管拡張
外科的・外傷・腹腔臓器出血・消化管出血等が主原因。急速な出血（1⁄3程度以上）や過度の血管拡張のため循環血液量が減少し、十分な血圧が保てなくなったためにショックに陥る。治療は、アドレナリン投与、急速な輸液、あわせて輸血を行う。慢性的な出血の場合は代償的に組織から水分が血管内に流入するためショックとはならず貧血になる。

### 熱傷
熱または化学薬品による重症熱傷の際、毛細血管の浸透性が亢進して血漿が組織へ流出してしまい、細胞外液が致命的に不足するためにショックに陥る。急速輸液と、血漿成分の輸血を要する。輸血に関しては、初期から輸血してもすぐ流出しまうため、超急性期を過ぎてから行う場合も多い。また、熱中症による大量発汗（細胞外液逸失）でもショックは起こりうる。

### 重症感染症（敗血症）
細菌の全身感染症によって起こる細菌性ショックと、ある一定の細菌（グラム陰性菌）が放出する菌体毒素（エンドトキシン）によるエンドトキシンショックに分類される。エンドトキシンショックは毒素によって血管平滑筋が麻痺して末梢血管抵抗が低下し、静脈還流が減少するためにショックに至る。起因菌に対し有効な抗生物質を投与し、大量輸液を要する。

### 心不全
心タンポナーデや心筋梗塞等で心臓から送り出される血液量が低下しているために、十分な血流を保てずショックに陥る。原因が鬱血性心不全である場合は利尿剤を投与する。ジギタリス等の強心剤は心機能低下を一時的に改善できる可能性があるが、長期予後はむしろ悪い。なお、利尿剤により循環血液量減少が生じると循環血液量減少性ショックに至る可能性もある。

### アナフィラキシー（薬物過敏症等）
I型アレルギー反応の一つ。外来抗原に対する過剰な免疫応答が原因で、好塩基球表面のIgEがアレルゲンと結合して血小板凝固因子が全身に放出され、毛細血管拡張を引き起こすためにショックに陥る。ハチ毒、食物、薬物等が原因となることが多い。アナフィラキシーの症状としては全身性の蕁麻疹と以下のABCD（喉頭浮腫、喘鳴、ショック、下痢、腹痛）のうちどれかがある。特に後咽頭浮腫、口蓋垂浮腫、喉の締め付け感、嗄声の存在がある場合は進行する可能性が高い。全身蕁麻疹以外の下記の症状が認められたら速やかなアドレナリンの投与が必要である。
| 蕁麻疹以外の症状 | 代表的な症状 |
| ---------------- | ------------ |
| A (air way)      | 喉頭浮腫     |
| B (breathing)    | 喘息         |
| C (circulation)  | ショック     |
| D (diarrhea)     | 下痢、腹痛   |

### その他の疾患
肺塞栓症やアジソン病、糖尿病性アシドーシス、不適合輸血などでも、ショックを引き起こす。

## 診断
以下の内容は、(鈴木昌 2011, ショック)より引用し改変
1. 血圧低下
収縮期血圧 90 mmHg以下
  - 平時の収縮期血圧が 150 mmHg以上の場合：

平時より 60 mmHg以上の血圧下降
  - 平時の収縮期血圧が 110 mmHg以下の場合：

平時より 20 mmHg以下の血圧下降
2. 小項目（3 項目以上を満足）
  1. 心拍数 100回/分以上
  2. 微弱な脈拍
  3. 爪床の毛細血管のrefilling遅延（圧迫解除後 2 秒以上）
  4. 意識障害（JCS2 桁以上またはGCS10 点以下）、不穏、興奮状態
  5. 乏尿・無尿（0.5 ml/kg/hr以下）
  6. 皮膚蒼白と冷汗、または 39℃ 以上の発熱（感染性ショックの場合）
  7. 頻呼吸 （呼吸数 > 22回/分、動脈血二酸化炭素分圧〔PaCO2〕 < 32torr）[2]
  8. 脈圧（収縮期血圧と拡張期血圧の差）が、30以下

- 血圧低下と小項目 3 項目以上でショックと診断する。(JCS：Japan Coma Scale，GCS：Glasgow Coma Scale)

なお、β遮断薬などの投薬の影響や迷走神経機能の異常と頻脈が同時発生し、見かけ上の脈拍が正常範囲内に見えることがある。
| スコア | 収縮期血圧(mmHg) | 脈拍数（回/min） | BE(mEq/l)）    | 尿量(ml/h)）  | 意識               |
| ------ | ---------------- | ---------------- | -------------- | ------------- | ------------------ |
| 0      | 100 ≦ SBP        | PR ≦ 100         | -5 ≦ BE ≦ 5    | 50 ≦ UV       | 清明               |
| 1      | 80 ≦ SBP ＜ 100  | 100 ＜ PR ＜ 120 | ±5 ≦ BE ≦ ±10  | 25 ≦ UV ＜ 50 | 興奮または反応遅延 |
| 2      | 60 ≦ SBP ＜ 80   | 120 ＜ PR ＜ 140 | ±10 ≦ BE ≦ ±15 | 0 ≦ UV ＜ 25  | 重度の反応遅延     |
| 3      | SBP ＜ 60        | 140 ＜ PR        | ±15 ≦ BE       | 0             | 昏睡               |

小川のショックスコアでは0-4点は非ショック、5-10点を中等症ショック、11-15点を重症ショックと判定している。

## 分類
ショックは一般的にハリソンの原因分類（1. 低容量・血液量減少性 2. 心原性 3. 細菌性・敗血症性 4. 血管運動・閉塞性）によって分類されるが、症候学的には、末梢の血流が増える（暖かくなる）ウォームショックと、末梢が虚血になる（冷たくなる）コールドショックに分類される。ウォームショックでは毛細血管が拡張するために循環血流量が相対的に不足している。ウォームショックであっても心臓を空うちさせて疲労させるため、無治療では最終的に心機能が低下し、コールドショックへ移行することになる。病態別に血管分布異常性ショック、循環血液量減少性ショック、心原性ショック、閉塞性ショックに分類されることもある。しかしこれらの原因が混合することも少なくない。
| 分類                     | 内容                                                         | 循環動態 |
| ------------------------ | ------------------------------------------------------------ | -------- |
| 血液分布異常性ショック   | 敗血症性ショック、アナフィラキシーショック、神経原性ショック | CVP低い  |
| 循環血液量減少性ショック | 出血性ショック、体液喪失（脱水、熱傷）                       | CVP低い  |
| 心原性ショック（心筋性） | 心筋梗塞、心筋症、心筋炎など                                 | CVP高い  |
| 心原性ショック（機械性） | 僧帽弁閉鎖不全、心室瘤、心室中隔欠損、大動脈弁狭窄症         | CVP高い  |
| 心原性ショック（不整脈） | 各種不整脈                                                   | CVP高い  |
| 閉塞性ショック           | 心タンポナーデ、収縮性心膜炎、広範囲肺塞栓、緊張性気胸       | CVP高い  |

血圧の低下ではなく循環動態に基づく病態は以下のようにまとめることができる。CVPは中心静脈圧、PAWPは肺動脈楔入圧、SVRは全身血管抵抗、COは心拍出量、ScvO2は中心静脈血酸素飽和度、SvO2は混合静脈血酸素飽和度である。
| 病態分類                 | 原因となる疾患、病態                  | CVP  | PAWP | SVR | CO  | ScvO2またはSvO2 |
| ------------------------ | ------------------------------------- | ---- | ---- | --- | --- | --------------- |
| 心原性ショック           | 急性心筋梗塞、弁膜症、 不整脈、心筋症 | ↑    | ↑    | ↑   | ↓↓↓ | ↓↓              |
| 循環血液量減少性ショック | 急性出血、脱水                        | ↓    | ↓    | ↑   | ↓↓↓ | ↓↓↓             |
| 血液分布異常性ショック   | 敗血症                                | 多彩 | 多彩 | ↓   | ↑   | ↓               |
| 血液分布異常性ショック   | アナフィラキシー                      | ↓    | ↓    | ↓   | ↓↓↓ | → or ↓          |
| 血液分布異常性ショック   | 神経原性ショック                      | ↓    | ↓    | ↓   | ↓   | → or ↓          |
| 閉塞性ショック           | 緊張性気胸、心タンポナーデ、 肺塞栓症 | ↑    | ↑or↓ | ↑   | ↓↓↓ | ↓               |

### コールドショック
- 出血性ショック
- 熱傷性ショック
- 心原性ショック

### ウォームショック
- 神経原性ショック
脊髄損傷のために交感神経が遮断されることによって起こる毛細血管の拡張。このほか、精神的な動揺から自律神経のバランスが狂い血圧の低下した状態も含まれる。これは、興奮して気絶するなどの現象としてみられる。
- アナフィラキシーショック
- エンドトキシンショック

## 診断
クリニカルアプローチとしては意識、呼吸、脈拍、血圧、体温、尿量という順に調べていくべきである。病歴とバイタルサインで大抵の場合はショックを想定することができる。ショックと診断した後はショックの原因を考えていく。まず、皮膚が温かいかを調べ、ウォームショックとコールドショックを分類する。ウォームショックであれば、アナフィラキシーショック、神経原性ショック、敗血症性ショックである。コールドショックである場合は、出血があるかどうか調べる。大量出血があれば出血性ショックを疑う。出血が認められなかったら頸静脈の怒張をみる。頸静脈の怒張がみられれば心原性ショック、なければ脱水によるショックである。
特に緊急を要する病態は5H・5Tとして暗記し、「痛み刺激にも反応せずかつバイタルサインが不安定である」症例にはいち早くこれらの除外診断を行う。
- Hypovolemia：脱水
- Hypoxia：低酸素血症
- Hypothermia：低体温症
- Hyper/Hypo kalaemia / glycemia：高・低カリウム血症、高・低血糖
- H+ (acidosis)：アシドーシス
- Tension pneumothorax：緊張性気胸
- Tamponade (cardiac)：心タンポナーデ
- Thrombosis (massive pulmonary embolism)：肺梗塞
- Thrombosis (MI)：心筋梗塞
- Tablet (inToxication)：薬物中毒・アナフィラキシーショック

## 治療

### 循環血液量減少性ショック
失血、脱水が原因なので外科的な止血、急速輸液、輸血を行いバイタルサインが安定化するようにつとめる。

### 心原性ショック
心収縮力低下が原因なのでカテコールアミン投与、利尿薬投与、ジギタリス投与、IABP、PCPS、インペラを考慮する。安定化したら原因除去につとめる。例えば心筋梗塞による心原性ショックであればPTCAを考慮する。

### 敗血症性ショック
感染が原因であるので、感染のコントロールや輸液が治療となる。循環虚脱がおこるとコールドショックに変化する。その場合はカテコールアミン（ノルアドレナリン）の投与を考慮する。

### 神経原性ショック
迷走神経の緊張亢進が原因である。これにより循環虚脱までおこるとコールドショックとなる。治療は輸液、アトロピン投与、カテコールアミン投与である。

### アナフィラキシーショック[注釈 1]
日本国内で医療用医薬品として製造販売が承認されているアナフィラキシーショック治療薬の有効成分としては、以下のものがある。市販製品の投与経路は、いずれも静脈内、点滴静脈内、あるいは筋肉内注射である。
- （合成）副腎皮質ホルモン（またはステロイド）剤
  - デキサメタゾンリン酸エステルナトリウム
  - プレドニゾロンコハク酸エステルナトリウム
  - メチルプレドニゾロンコハク酸エステル
  - ヒドロコルチゾンコハク酸エステルナトリウム
  - ベタメタゾンリン酸エステルナトリウム
    - 投与経路 ： 静脈内または点滴静脈内投与
    - 効能効果 ： アナフィラキシーショック
    - 薬効薬理 ： 抗炎症作用、抗アレルギー作用、免疫抑制作用、糖質代謝作用など
- アナフィラキシー補助治療剤または血圧上昇剤
  - アドレナリン
    - 投与経路 ： 筋肉内注射
    - 効能効果 ： 蜂毒（Bee venom、アピトキシン、Apitoxin）、食物及び薬物等に起因するアナフィラキシー反応に対する補助治療（アナフィラキシーの既往のある人またはアナフィラキシーを発現する危険性の高い人に限る）
    - 薬効薬理 ： 交感神経のα、β受容体に作用する。強心作用、末梢抵抗増大に伴う血圧上昇作用、気管支拡張による呼吸量増加作用、肥満細胞からの炎症メディエーター遊離阻害による粘膜充血抑制作用などを有する。

  - ノルアドレナリン
    - 投与経路 ： 点滴静脈内投与
    - 効能効果 ： 各種疾患もしくは状態に伴う急性低血圧又はショック時の補助治療（心筋梗塞によるショック、敗血症によるショック、アナフィラキシー性ショック、循環血液量低下を伴う急性低血圧ないしショック、全身麻酔時の急性低血圧など）
    - 薬効薬理 ： 交感神経のα受容体に作用して血圧上昇をもたらす。

喘息重積発作と治療は似ている。アドレナリンの筋肉注射（商品名エピペン）が有効。アドレナリン（ボスミン0.3mg）筋注（皮下注では血管が収縮するので作用が遅くなる。経静脈投与では心室細動を引き起こすことがある。）はβ2作用で肥満細胞の脱顆粒を抑制する働きがある。アドレナリンは10分ほどで効果が出るはずなので、反応がなければ2〜3回繰り返すことが必要な場合もある。また、高血圧でβブロッカー（まれにαブロッカーやACE阻害薬でも）を服用している患者ではアドレナリンが効かないことがあるので、この場合はグルカゴン1〜5mgが効果があり使用される（交感神経を介さず、cAMPを増やすことで効果が出る）。ステロイドや抗ヒスタミン薬は4時間くらい効果がでるのにかかるので救急では使えないので注意が必要であるが、遷延性や二峰性の後半の反応を予防するためにステロイドを用いることはある。また、鯖を食べた場合にアナフィラキシーのような症状を示す場合もあるが、鯖の場合はヒスタミンを含んでおり肥満細胞を介するものではないので、抗ヒスタミン薬やステロイドで充分である。

### その他の治療
副腎不全に対するステロイド療法
敗血症性ショックに伴う副腎不全では低用量のステロイド療法がおこなわれることがある。ハイドロコルチゾンで200〜300mg/dayの投与が輸液負荷や昇圧剤の投与で血圧が改善されない場合に用いられることがある。SSCG2008ではステロイド投与は弱く推奨されているが適応の判断にACTH負荷試験は信頼できる試験ではないとしている。
蛋白分解酵素阻害薬
好中球プロテアーゼの中で最も強力な蛋白分解酵素が好中球エラスターゼである。好中球エラスターゼ阻害薬であるシベレスタット（エラスポール）が蛋白分解酵素阻害薬として使用可能である。好中球エラスターゼは生体に侵襲が加わった後に二次性臓器不全を引き起こす主要因であり、SIRSに伴うALIで用いられる。ALIを合併する可能性が分かった時点、ALI発症後72時間以内の投与が推奨されており、4.8mg/Kg/dayとなるように250〜500mlの生理食塩水に希釈し24時間持続投与を行う。配合禁忌の薬剤が多いため独立ラインを用いることが多い。5日間投与を行い効果が認められれば最大14日間投与を行う。
抗サイトカイン療法
重症感染症や外科的生体侵襲を契機に、主に複数の炎症性のサイトカインが体内で過剰に産出された状態をサイトカインストームという。このサイトカインをターゲットとした薬剤が開発されてきたが臨床試験で有効性が明らかになったものはリコンビナントヒト活性化プロテインC(rhAPC)のみである。SSCG2008では重要敗血症でAPACHEスコア25点以上の場合やARDSなど2つ以上の臓器不全を合併した場合はリコンビナントヒト活性化プロテインCの使用が推奨されている。原理的には血液浄化療法にてサイトカインの除去が可能であるが比較試験による検証が不十分である。病因物質や病因関連物質を除去して病態をそのものを改善させるために血液浄化療法を施行することをnon renal indicationという。non renal indicationではCHDFを行う場合やサイトカインを吸着するPMMA膜を用いる方法がある。
エンドトキシン吸着療法
エンドトキシンを吸着するポリミキシンBを用いた方法である。血流を直接カラムに灌流させることで解毒する。
経皮的心肺補助法(PCPS)
経皮的心肺補助法(PCPS)とは遠心ポンプと膜型人工肺を用いた閉鎖回路の人工心肺で流量補助を目的とした補助循環法である。心筋梗塞、劇症型心筋炎、薬剤抵抗性心不全、不整脈や急性肺動脈塞栓症などで用いられることがある。

## 歴史
743年以前にショックという言葉が現代の形で使用されたという証拠はない。しかし、ヒポクラテスが「エクセミア」という言葉を「血の排出された」状態を意味するために使用したという証拠がある。"Shock"または"choc"は、1740年に出版されたアンリ・フランソワ・ルドランの「Traité ou Reflexions Tire'es de la Pratique sur les Playes d'armes à feu（銃創に関する実践からの考察）」の英訳で初めて外傷患者について述べられており、この中で彼は"choc"を飛び道具の突然の衝突に対する反応として説明している。しかし、ショックという言葉を現代の意味合いで使用した最初の英国の作家は、1795 年のジェームズ・ラッタである。
第一次世界大戦以前、ショックの病態生理については、いくつかの仮説が唱えられていた。その中で最も有力視されていたのは、1899年にジョージ・W・クリールが発表した「外科的ショックに関する実験的研究」で、ショックの本質は過度の神経刺激による循環虚脱（血管拡張）状態であるとした説であった。このほか、1907年にMalcomが発表した、血管収縮の遷延がショックの病態を引き起こすという説も、19世紀末のころには競合していた。第一次世界大戦後の1919年には、ハーバード大学のWalter B. CannonとロンドンのWilliam M. Baylissがショックに関する研究を行い、外傷や毒素に反応して毛細血管の透過性が増加することが、ショックの多くの臨床症状の原因であることが示された 。1972 年に HinshawとCoxは、今日でも使用されているショックの分類システムを提案した 。